# Ndanto
Ndanto ist ein Verwaltungsbezirk (Ward) des Distrikts Rungwe in der tansanischen Region Mbeya. Er liegt zwischen dem Poroto-Waldreservat im Norden und dem Rungwe-Reservat im Süden. Der Bezirk grenzt im Osten an den Bezirk Isongole, im Süden an Kiwira und im Westen an Swaya.

## Geografie
Ndanto liegt im Südwesten von Tansania und gehört zur Hochlandzone des Distrikts, die auf über 2000 Meter ansteigt. Die Jahresniederschlagsmenge liegt zwischen 1500 und 2700 Millimeter. Die Fläche des Bezirks umfasst 34 Quadratkilometer und bei der Volkszählung 2022 lebten hier 17.984 Menschen in 5157 Haushalten.

## Geschichte
Bis zur Volkszählung 2012 war Ndanto Teil des Bezirks Isongole und wurde erst danach abgespalten.

## Gliederung
Der Bezirk besteht aus vier Gemeinden (Mtaa) mit 16 Orten (Kitongoji):
| Ntokela - Msasani - Mapinduzi - Mji Mwema - Kilulu | Nzunda - Nzunda - Halanzi - Swebo - Swila | Ndaga - Shila - Swebo - Ndaga - Iwindi | Goye - Goye - Sheje - Mbeye 2 - Maendeleo |

## Wirtschaft und Infrastruktur
- Landwirtschaft: Die wichtigsten Nutzpflanzen sind Mais und Kartoffel, die auf jeweils 1600 Hektar angebaut werden (Stand 2015).[9]
- Bildung: Die Ndanto Secondary School ist eine öffentliche weiterführende Schule mit einer Ausbildung bis zur 4. Stufe.[10]
- Gesundheit: Die wichtigste medizinische Einrichtung ist das öffentliche Ndanto Gesundheitszentrum.[11] Daneben gibt es Apotheken in Nzunda[12] und Ndaga.[13]